# Euphrasia Donnelly
Euphrasia Donnelly   (Indianàpolis, 6 de juny de 1905 - Warsaw, 20 de maig de 1963) va ser una nedadora estatunidenca que va competir durant la dècada de 1920.
El 1924 va prendre part en els Jocs Olímpics de París, on va guanyar la medalla d'or en els relleus 4x100 metres lliures del programa de natació. Formà equip amb Gertrude Ederle, Ethel Lackie, Mariechen Wehselau i Martha Norelius.